# Bligny-lès-Beaune
Bligny-lès-Beaune és un municipi francès, situat al departament de la Costa d'Or i a la regió de Borgonya - Franc Comtat. L'any 2007 tenia 1.183 habitants.

## Demografia

### Població
El 2007 la població de fet de Bligny-lès-Beaune era de 1.183 persones. Hi havia 452 famílies, de les quals 100 eren unipersonals (24 homes vivint sols i 76 dones vivint soles), 148 parelles sense fills, 172 parelles amb fills i 32 famílies monoparentals amb fills.
La població ha evolucionat segons el següent gràfic:
Habitants censats

### Habitatges
El 2007 hi havia 498 habitatges, 462 eren l'habitatge principal de la família, 20 eren segones residències i 16 estaven desocupats. 459 eren cases i 39 eren apartaments. Dels 462 habitatges principals, 379 estaven ocupats pels seus propietaris, 76 estaven llogats i ocupats pels llogaters i 7 estaven cedits a títol gratuït; 3 tenien una cambra, 14 en tenien dues, 54 en tenien tres, 118 en tenien quatre i 273 en tenien cinc o més. 345 habitatges disposaven pel capbaix d'una plaça de pàrquing. A 189 habitatges hi havia un automòbil i a 245 n'hi havia dos o més.

### Piràmide de població
La piràmide de població per edats i sexe el 2009 era:
| Homes | Edats   | Dones |
| ----- | ------- | ----- |
| 0     | 95 o +  | 0     |
| 0     | 90 a 94 | 0     |
| 8     | 85 a 89 | 8     |
| 4     | 80 a 84 | 4     |
| 8     | 75 a 79 | 4     |
| 16    | 70 a 74 | 16    |
| 24    | 65 a 69 | 28    |
| 36    | 60 a 64 | 36    |
| 44    | 55 a 59 | 48    |
| 36    | 50 a 54 | 48    |
| 44    | 45 a 49 | 24    |
| 52    | 40 a 44 | 36    |
| 56    | 35 a 39 | 56    |
| 28    | 30 a 34 | 52    |
| 56    | 25 a 29 | 40    |
| 20    | 20 a 24 | 24    |
| 12    | 15 a 19 | 48    |
| 56    | 10 a 14 | 32    |
| 60    | 5 a 9   | 40    |
| 28    | 0 a 4   | 44    |

## Economia
El 2007 la població en edat de treballar era de 758 persones, 539 eren actives i 219 eren inactives. De les 539 persones actives 500 estaven ocupades (254 homes i 246 dones) i 39 estaven aturades (15 homes i 24 dones). De les 219 persones inactives 94 estaven jubilades, 79 estaven estudiant i 46 estaven classificades com a «altres inactius».

### Ingressos
El 2009 a Bligny-lès-Beaune hi havia 472 unitats fiscals que integraven 1.247,5 persones, la mediana anual d'ingressos fiscals per persona era de 20.853 €.

### Activitats econòmiques
Dels 51 establiments que hi havia el 2007, 1 era d'una empresa alimentària, 4 d'empreses de fabricació d'altres productes industrials, 14 d'empreses de construcció, 9 d'empreses de comerç i reparació d'automòbils, 4 d'empreses de transport, 2 d'empreses d'hostatgeria i restauració, 2 d'empreses financeres, 6 d'empreses immobiliàries, 6 d'empreses de serveis, 1 d'una entitat de l'administració pública i 2 d'empreses classificades com a «altres activitats de serveis».
Dels 17 establiments de servei als particulars que hi havia el 2009, 1 era una oficina de correu, 3 tallers de reparació d'automòbils i de material agrícola, 2 paletes, 1 guixaire pintor, 3 fusteries, 3 lampisteries, 2 perruqueries i 2 agències immobiliàries.
Dels 2 establiments comercials que hi havia el 2009, 1 era una botiga de menys de 120 m² i 1 una fleca.
L'any 2000 a Bligny-lès-Beaune hi havia 23 explotacions agrícoles que ocupaven un total de 120 hectàrees.

## Equipaments sanitaris i escolars
El 2009 hi havia 1 escola maternal i 1 escola elemental.

## Poblacions més properes
El següent diagrama mostra les poblacions més properes.